# Yousef Hassan
Yousef Hassan Mohamed Ali (ur. 24 maja 1996 w Dosze) – katarski piłkarz grający na pozycji bramkarza w klubie Al-Gharafa.

## Kariera klubowa

### Al-Gharafa
Hassan zadebiutował w Al-Gharafa 15 kwietnia 2016 w meczu z Al-Khor (przeg. 0:1). Pierwsze czyste konto zachował 3 listopada 2016 w wygranym 0:2 spotkaniu przeciwko Al-Wakrah SC.

### KAS Eupen
Hassan został wypożyczony do KAS Eupen 15 stycznia 2015. Nie wystąpił tam jednak w żadnym spotkaniu.

## Kariera reprezentacyjna

### Katar U-20
Hassan zadebiutował w reprezentacji Kataru U-20 16 sierpnia 2014 w meczu z Ekwadorem (wyg. 0:1). Wystąpił także we wszystkich 3 spotkaniach Kataru na Mistrzostwach Świata U-20 w 2015 przeciwko kolejno Kolumbii (przeg. 0:1), Portugalii (przeg. 0:4) oraz Senegalowi (przeg. 2:1).

### Katar U-23
Hassan rozegrał tylko jeden mecz w kadrze Kataru U-23. Było to starcie przeciwko Korei Południowej (wyg. 1:0).

### Katar
Hassan zaliczył debiut w seniorskiej reprezentacji Kataru 7 września 2018 w wygranym 1:0 spotkaniu przeciwko Chinom.
Hassan został powołany na odbywające się w Katarze Mistrzostwa Świata 2022. Nie rozegrał tam żadnego meczu.

## Statystyki

### Klubowe
(aktualne na dzień 22 października 2023)
| Klub               | Sezon              | Liga               | Liga  | Liga   | Puchar kraju | Puchar kraju | Kontynent | Kontynent | Suma  | Suma   |
| Klub               | Sezon              | Liga               | Mecze | Bramki | Mecze        | Bramki       | Mecze     | Bramki    | Mecze | Bramki |
| ------------------ | ------------------ | ------------------ | ----- | ------ | ------------ | ------------ | --------- | --------- | ----- | ------ |
| Al-Gharafa         | 2014/15            | Qatar Stars League | 0     | 0      | 0            | 0            | –         | –         | 0     | 0      |
| Al-Gharafa         | 2015/16            | Qatar Stars League | 1     | 0      | 0            | 0            | –         | –         | 3     | 0      |
| Al-Gharafa         | 2016/17            | Qatar Stars League | 26    | 0      | 0            | 0            | –         | –         | 0     | 0      |
| Al-Gharafa         | 2017/18            | Qatar Stars League | 8     | 0      | 0            | 0            | 1         | 0         | 0     | 0      |
| Al-Gharafa         | 2018/19            | Qatar Stars League | 21    | 0      | 1            | 0            | 1         | 0         | 24    | 2      |
| Al-Gharafa         | 2019/20            | Qatar Stars League | 0     | 0      | 0            | 0            | –         | –         | 0     | 0      |
| Al-Gharafa         | 2020/21            | Qatar Stars League | 12    | 0      | 6            | 0            | 1         | 0         | 1     | 1      |
| Al-Gharafa         | 2021/22            | Qatar Stars League | 22    | 0      | 3            | 0            | 5         | 0         | 5     | 0      |
| Al-Gharafa         | 2022/23            | Qatar Stars League | 13    | 0      | 2            | 0            | –         | –         | 28    | 8      |
| Al-Gharafa         | 2023/24            | Qatar Stars League | 5     | 0      | 0            | 0            | –         | –         | 5     | 0      |
| Al-Gharafa         | Ogólnie            | Ogólnie            | 108   | 0      | 12           | 0            | 8         | 0         | 130   | 0      |
| KAS Eupen          | 2014/15            | Eerste klasse B    | 0     | 0      | 0            | 0            | –         | –         | 0     | 0      |
| KAS Eupen          | Ogólnie            | Ogólnie            | 0     | 0      | 0            | 0            | 0         | 0         | 0     | 0      |
| Ogólnie w karierze | Ogólnie w karierze | Ogólnie w karierze | 108   | 0      | 12           | 0            | 8         | 0         | 130   | 0      |

### Reprezentacyjne
(aktualne na dzień 22 października 2023)
| Reprezentacja      | Rok                | Mecze | Bramki |
| ------------------ | ------------------ | ----- | ------ |
| Katar U-20         | 2014               | 1     | 0      |
| Katar U-20         | 2015               | 3     | 0      |
| Ogólnie            | Ogólnie            | 4     | 1      |
| Katar U-23         | 2018               | 1     | 0      |
| Ogólnie            | Ogólnie            | 1     | 0      |
| Katar              | 2018               | 7     | 0      |
| Katar              | 2019               | 0     | 0      |
| Katar              | 2020               | 0     | 0      |
| Katar              | 2021               | 3     | 0      |
| Katar              | 2022               | 0     | 0      |
| Katar              | 2023               | 0     | 0      |
| Ogólnie            | Ogólnie            | 10    | 0      |
| Ogólnie w karierze | Ogólnie w karierze | 15    | 0      |

| Mecze i gole w reprezentacji | Mecze i gole w reprezentacji | Mecze i gole w reprezentacji | Mecze i gole w reprezentacji | Mecze i gole w reprezentacji | Mecze i gole w reprezentacji | Mecze i gole w reprezentacji | Mecze i gole w reprezentacji  |
| Katar U-20                   | Katar U-20                   | Katar U-20                   | Katar U-20                   | Katar U-20                   | Katar U-20                   | Katar U-20                   | Katar U-20                    |
| Lp.                          | Data                         | Miejsce                      | Gospodarz                    | Gość                         | Wynik                        | Gol                          | Rozgrywki                     |
| ---------------------------- | ---------------------------- | ---------------------------- | ---------------------------- | ---------------------------- | ---------------------------- | ---------------------------- | ----------------------------- |
| 1.                           | 16.08.2014                   | Alcúdia                      | Ekwador U-20                 | Katar U-20                   | 0:1                          |                              | Mecz towarzyski               |
| 2.                           | 31.05.2015                   | Hamilton                     | Katar U-20                   | Kolumbia U-20                | 0:1                          |                              | Mistrzostwa Świata U-20 2015  |
| 3.                           | 03.06.2015                   | Hamilton                     | Katar U-20                   | Portugalia U-20              | 0:4                          |                              | Mistrzostwa Świata U-20 2015  |
| 4.                           | 06.06.2015                   | Hamilton                     | Senegal U-20                 | Katar U-20                   | 2:1                          |                              | Mistrzostwa Świata U-20 2015  |
| Katar U-23                   |                              |                              |                              |                              |                              |                              |                               |
| Lp.                          | Data                         | Miejsce                      | Gospodarz                    | Gość                         | Wynik                        | Gol                          | Rozgrywki                     |
| 1.                           | 10.10.2019                   | Kunshan                      | Katar U-23                   | Korea Południowa U-23        | 1:0                          |                              | Puchar Azji U-23 2018         |
| Katar                        |                              |                              |                              |                              |                              |                              |                               |
| Lp.                          | Data                         | Miejsce                      | Gospodarz                    | Gość                         | Wynik                        | Gol                          | Rozgrywki                     |
| 1.                           | 07.09.2018                   | Doha                         | Katar                        | Chiny                        | 1:0                          |                              | Mecz towarzyski               |
| 2.                           | 11.09.2018                   | Doha                         | Katar                        | Palestyna                    | 3:0                          |                              | Mecz towarzyski               |
| 3.                           | 12.10.2018                   | Doha                         | Katar                        | Ekwador                      | 4:3                          |                              | Mecz towarzyski               |
| 4.                           | 16.10.2018                   | Taszkent                     | Uzbekistan                   | Katar                        | 2:0                          |                              | Mecz towarzyski               |
| 5.                           | 14.11.2018                   | Lugano                       | Szwajcaria                   | Katar                        | 0:1                          |                              | Mecz towarzyski               |
| 6.                           | 25.12.2018                   | Doha                         | Katar                        | Kirgistan                    | 1:0                          |                              | Mecz towarzyski               |
| 7.                           | 31.12.2018                   | Doha                         | Katar                        | Iran                         | 1:2                          |                              | Mecz towarzyski               |
| 8.                           | 04.09.2021                   | Debreczyn                    | Katar                        | Portugalia                   | 1:3                          |                              | Mecz towarzyski               |
| 9.                           | 07.09.2021                   | Luksemburg                   | Luksemburg                   | Katar                        | 1:1                          |                              | Mecz towarzyski               |
| 10.                          | 06.12.2021                   | Al-Chaur                     | Katar                        | Irak                         | 3:0                          |                              | Puchar Narodów Arabskich 2021 |